# Itztalbrücke (A 73)
Die Itztalbrücke ist eine Brücke der Autobahn 73 Suhl–Lichtenfels. Das Bauwerk liegt in Oberfranken zwischen den Orten Rödental und Dörfles-Esbach und überspannt mit zwei Überbauten das Tal der Itz mit der Bahnstrecke Coburg–Sonneberg–Ernstthal am Rennsteig und dem Herzogsweg. Die Autobahnbrücke liegt in einem Abstand von ungefähr 25 m westlich der parallel verlaufenden Eisenbahnüberführung der Schnellfahrstrecke Nürnberg–Erfurt.
Die im Grundriss gekrümmte Spannbetonbalkenbrücke ist mit einer Länge von 852 m das längste Bauwerk der Autobahn 73. Die maximale Höhe der Fahrbahn über Talgrund beträgt 32 m. Die Autobahnbrücke wurde von 2004 bis Mitte 2007 bei Kosten von ungefähr 21 Millionen € errichtet.

## Gründung und Unterbauten
Die Widerlager und Pfeiler der Brücke sind auf Bohrpfählen mit 1,3 m Durchmesser und 15 bis 31 m Länge tiefgegründet.

## Überbauten
Die beiden nebeneinander liegenden Überbauten haben das statische System eines Durchlaufträgers mit einem Hohlkastenquerschnitt und konstanter Konstruktionshöhe von 4,2 m. Die Vorspannung besteht aus einer Mischbauweise mit 22 internen und 4 externen Spanngliedern.
Die Gesamtlänge beträgt für die 15-feldrige Brücke 852 m. Die beiden Randfelder haben 49,0 m Stützweite, die Stützweiten der dazwischen liegenden 13 Innenfelder entsprechen mit 58,0 m den Spannweiten der parallel verlaufenden Eisenbahnbrücke. Der Bewegungsruhepunkt ist in der Mitte der Überbauten. Jeweils die beiden mittleren Pfeiler tragen die Horizontalkräfte aus Bremsen und Anfahren ab.

## Ausführung
Der Brückenüberbau wurde im Taktschiebeverfahren mit 29 Takten je Überbau ausgeführt, wobei aufgrund der großen Brückenlänge und einer Steigung von 1,26 % auf einem Pfeiler in Brückenmitte eine weitere Verschubanlage angeordnet wurde. Wegen der Horizontalkräfte aus dem Verschieben wurde der Pfeiler abgespannt. Der Taktkeller stand am nördlichen Widerlager. Der östliche Überbau hat am nördlichen Widerlager aufgrund der Ausfädelungsspur für die Abfahrt Rödental eine 3,5 m breitere Fahrbahnplatte. Die Aufweitung des Querschnittes im letzten Taktabschnitt wurde durch nachträgliches Anbetonieren eines dritten Steges ausgeführt.

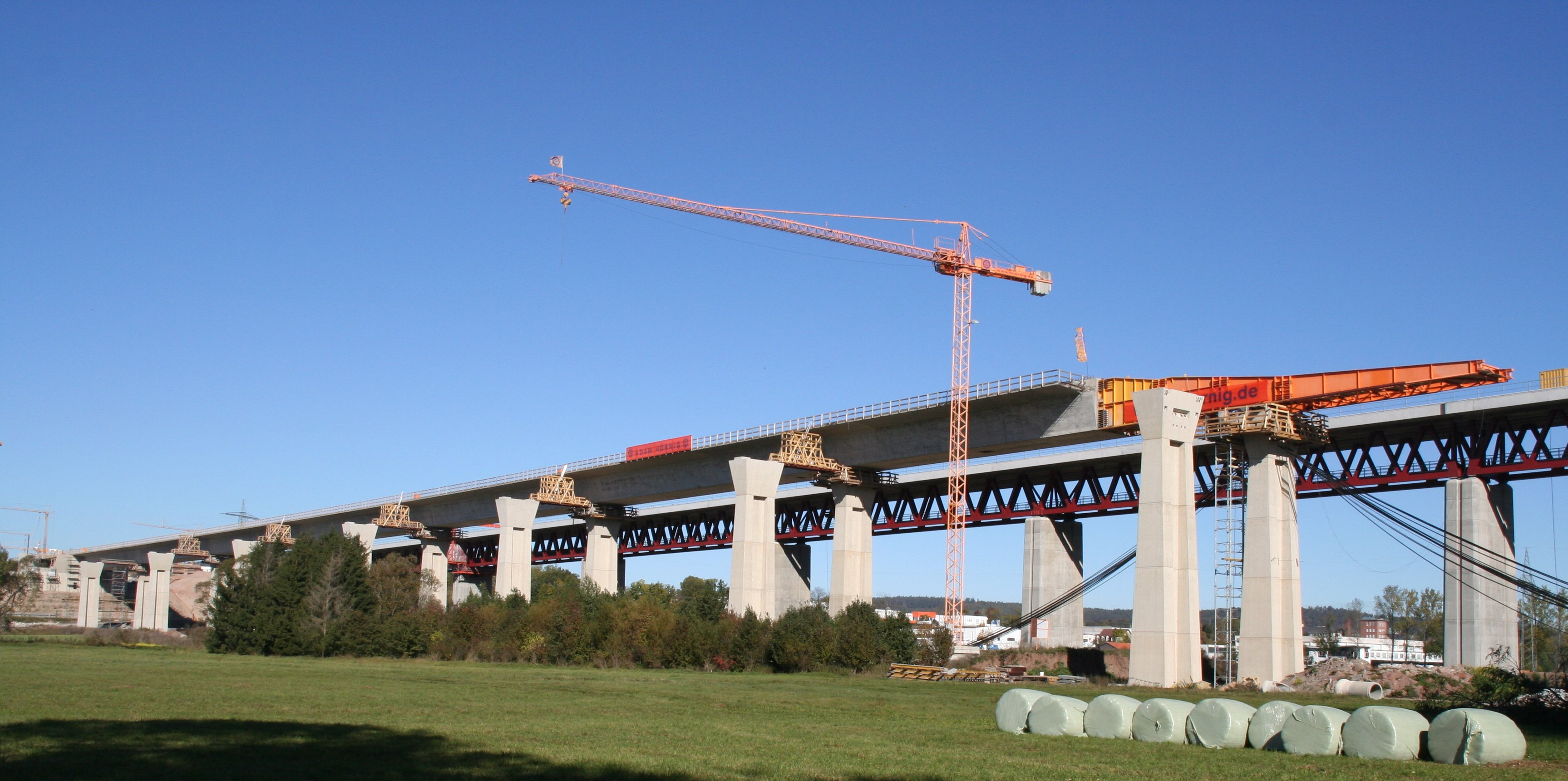
Baustand 16. Oktober 2005
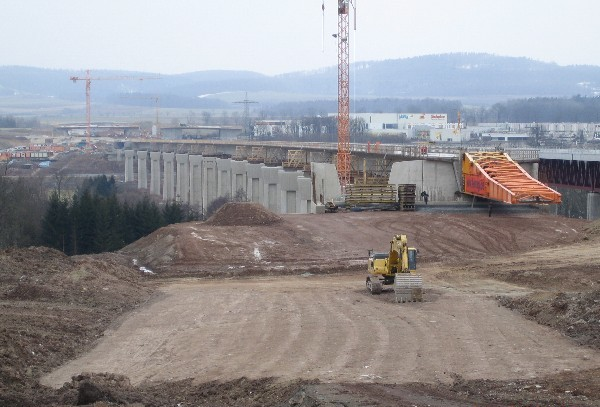
Baustand 26. Februar 2006
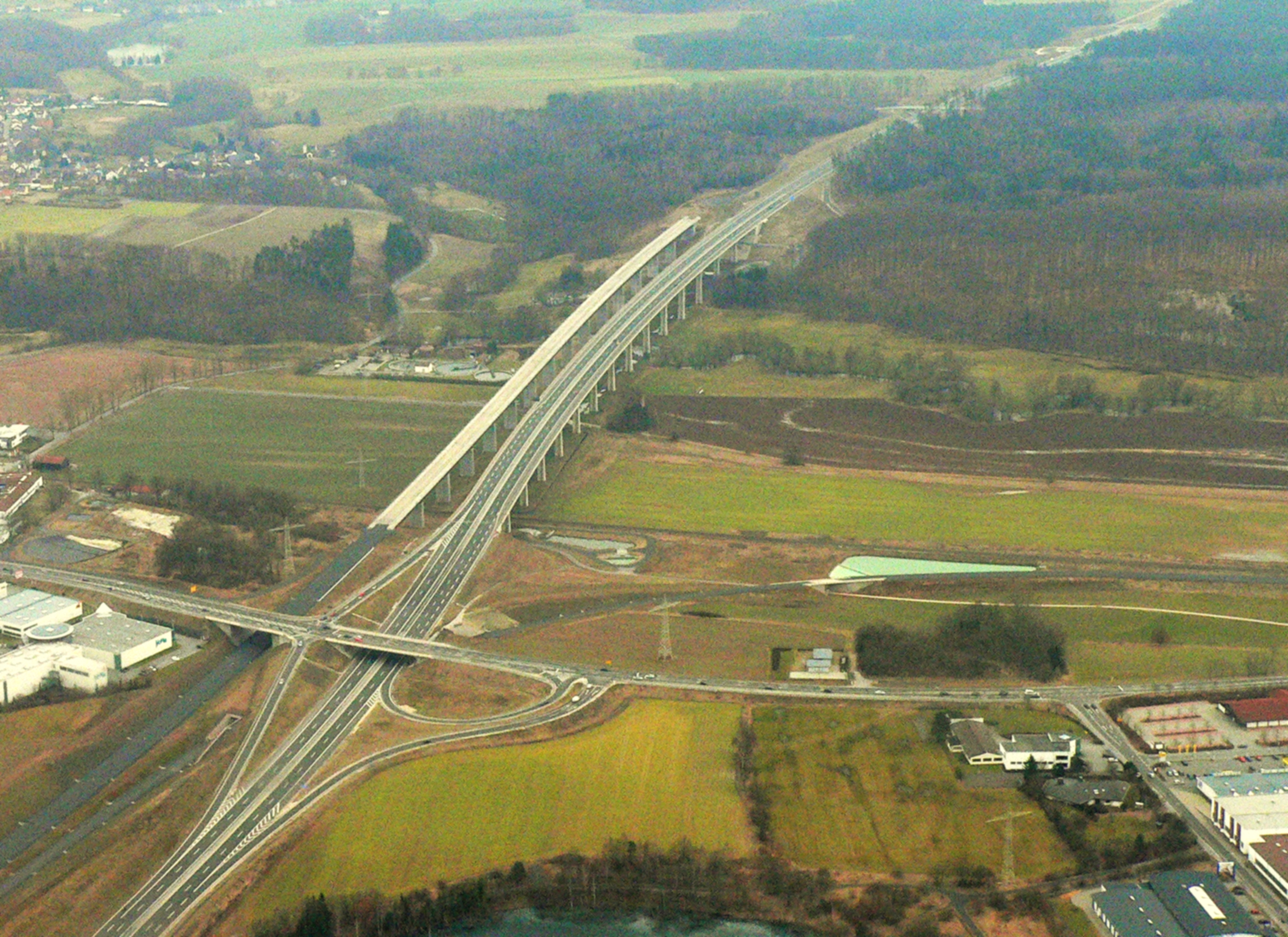
März 2009
Panoramaaufnahme Mai 2009